# Eileen Barker
Eileen Vartan Barker (née le 21 avril 1938 à Édimbourg en Écosse) est professeur de sociologie, membre émérite de la London School of Economics et consultante de son « Centre d'Études des Droits de l'Homme ». Elle est la fondatrice et la présidente d'INFORM (Information Network On Religious Movements) et a écrit sur les groupes religieux qu'elle définit comme « nouveaux mouvements religieux ».
En 2000, Eileen Barker fut nommée officier de l'Ordre de l'Empire britannique. La même année, elle a reçu de l'American Academy of Religion le « Martin E. Marty Award » pour sa contribution à la compréhension du grand public sur la question religieuse.